# Suhrkamp Verlag
Suhrkamp Verlag (Editorial Suhrkamp) és una editorial alemanya fundada l'any 1950 per Peter Suhrkamp. És reconeguda com una de les principals editorials literàries de qualitat d'Europa. Els seus orígens es remunten a la part "arianitzada" de S. Fischer Verlag (Editorial S. Fischer). El gener de 2010 la seu de l'empresa va ser transferida de Frankfurt a Berlín. Suhrkamp es va declarar en fallida el 2013, després d'un conflicte legal de llarga durada entre els seus propietaris. El 2015 l'economista Jonathan Landgrebe en va ser nomenat director. L'any 2018 l'editorial tenia una plantilla de 130 treballadors i una facturació anual de 36,5 milions d'euros.

## Orígens

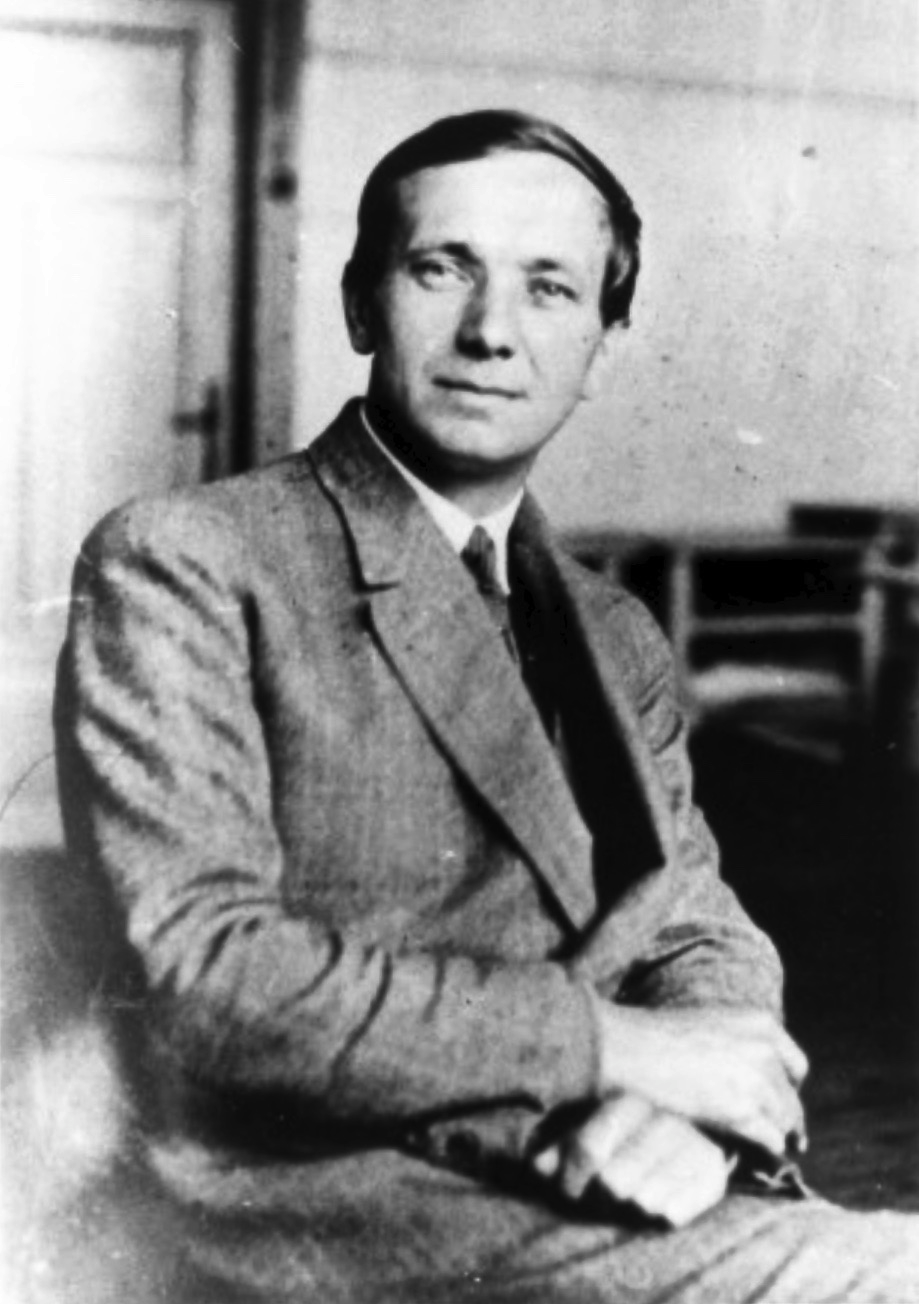
Peter Suhrkamp

L'empresa va ser fundada per Peter Suhrkamp, que havia dirigit l'acreditada S. Fischer Verlag (Editorial S. Fischer) des de 1936. Com que la censura del règim nazi posava en perill l'existència de la S. Fischer Verlag a causa del nombrosos autors de l'editorial considerats desafectes al règim, Gottfried Bermann Fischer va arribar l'any 1935 a un acord amb el Ministeri de Propaganda que consistia en deixar de publicar-los a Alemanya, mentre que els acceptats pel règim, incloent-hi autors d'orientació nazi, la part "arianitzada", serian publicats per Peter Suhrkamp, oficiant com a director gerent i sota la rúbrica editorial "Suhrkamp". No obstant això, Suhrkamp va ser arrestat per la Gestapo el 1944, però va sobreviure al camp de concentració. Seguint un suggeriment d'Hermann Hesse, va abandonar l'editorial S. Fischer i va establir la seva pròpia el 1950. La majoria dels escriptors vinculats a S. Fischer el van seguir. Entre els primers autors que va publicar la nova editorial hi havia Hesse, Rudolf Alexander Schröder, Hermann Kasack, TS Eliot, George Bernard Shaw i Bertolt Brecht.

## L'etapa Unseld
Siegfried Unseld es va incorporar a l'empresa el 1952, es va convertir en copropietari el 1957 i cap de l'editorial a la mort de Suhrkamp el 1959. Va dirigir Suhrkamp Verlag fins a la seva pròpia mort el 2002.
Sota el lideratge d'Unseld l'editorial va establir tres gran línies d'edició: literatura alemanya del segle xx, literatura en llengües estrangeres i humanitats. Els llibres editats per Suhrkamp han estat elogiats pel seu disseny innovador i la seva tipografia, obra del dissenyador gràfic Willy Fleckhaus .
A part dels autors esmentats, sota la direcció d'Unseld, Suhrkamp va publicar alguns dels principals autors contemporanis en llengua alemanya.

## El període post-Unseld
Després de la mort d'Unseld, els conflictes generats per la seva successió van trasbalsar el normal funcionament de l'empresa. Com a conseqüència, alguns autors de l'editorial, com Martin Walser, van abandonar-la. Actualment la dirigeix Jonathan Landgrebe.

## Autors en llengua alemanya
Jurek Becker, Jürgen Becker, Thomas Bernhard, Peter Bichsel, Bertolt Brecht, Volker Braun, Paul Celan, Tankred Dorst, Günter Eich, Hans Magnus Enzensberger, Max Frisch, Durs Grünbein, Hans Ulrich Gumbrecht, Peter Handke, WolfgangHildesheimer, Thomas Kling, Wolfgang Koeppen, Karl Krolow, Andreas Maier, Friederike Mayröcker, Robert Menasse, Adolf Muschg, Paul Nizan, Hans Erich Nossack, Ernst Penzoldt, Doron Rabinovici, Nelly Sachs, Arno Schmidt, Robert Walser i Peter Weiss.

## Autors estrangers
Entre els autors de llengua no alemanya que ha publicat l'editorial hi ha Samuel Beckett, Octavio Paz, James Joyce, Marcel Proust, José Maria de Eça de Queiroz, Clarín, Mercè Rodoreda, Jorge Semprún, Lídia Jorge, Agustina Bessa-Luís, Juan Ramón Jiménez, Amos Oz, Julia Kissina, Sylvia Plath, Eduardo Mendoza i Clarice Lispector.

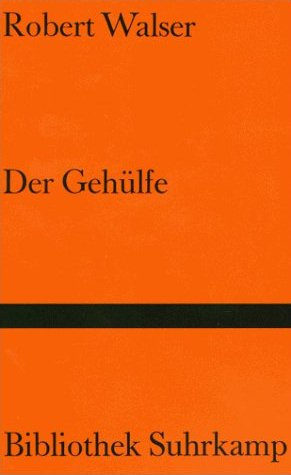
Característica portada d'un dels llibres editats per Suhrkamp

La literatura llatinoamericana ha estat especialment privilegiada per l'editorial i en el seu catàleg figuren noms com Pablo Neruda, Isabel Allende, Mario Vargas Llosa, Manuel Puig, João Ubaldo Ribeiro, Adolfo Bioy Casares, Guillermo Cabrera Infante, Alejo Carpentier, Julio Cortázar, Osman Lins, José Lezama Lima, Juan Carlos Onetti, Octavio Paz i Tuvia Tenenbom .

## Bibliothek Suhrkamp
La col·lecció Bibliothek Suhrkamp inclou destacats autors moderns com Ingeborg Bachmann, TS Eliot, Carlo Emilio Gadda, Federico García Lorca, André Gide, Ernest Hemingway, Yasushi Inoue, James Joyce, Franz Kafka, Vladimir Mayakovsky, Thomas Mann, Yukio Mishima, Cesare Pavese, Ezra Pound, Marcel Proust, Rainer Maria Rilke, Jean-Paul Sartre, Georg Trakl, Giuseppe Ungaretti, Paul Valéry, Marina Tsvetaeva i Robert Walser, entre d'altres.

## Altres col·leccions
Altres col·leccions de Suhrkamp Verlag són:
- edition suhrkamp (1963–)
- suhrkamp taschenbuch (1971–)
- suhrkamp taschenbuch wissenschaft (1973–)
- edition unseld (2008–)
- filmmedition suhrkamp (2009–).

## Autors acadèmics
Les ciències socials i les humanitats estan representades per escriptors com Theodor W. Adorno, Walter Benjamin, Ernst Bloch, Hans Blumenberg, Norbert Elias, Paul Feyerabend, Jürgen Habermas, Hans Jonas, Niklas Luhmann, Tilmann Moser, Gershom Scholem, Siegfried Kracauer, Helmuth Plessner, Burghart Schmidt, Georg Simmel, Viktor von Weizsäcker, Joseph Weizenbaum i Ludwig Wittgenstein. Molts dels títols d'aquesta col·lecció són considerats com bibliografia acadèmica de referència

## Arxiu de l'editorial
L'any 2010 "més de 2.000 caixes" d'arxius, descrits com a material sobre la "història de . .. Suhrkamp" i "l'arxiu personal de Siegfried Unseld", van ser dipositats a l'Arxiu de literatura alemanya (Deutsches Literaturarchiv) a Marbach am Neckar.